# دانشکده مدیریت و اقتصاد دانشگاه صنعتی شریف
دانشکدهٔ مدیریت و اقتصاد دانشگاه صنعتی شریف اولین دانشکدهٔ وابسته به وزارت علوم، تحقیقات و فناوری است که با هدف آموزش علوم مدیریت و اقتصاد با رویکردی نو و متفاوت از سایر مراکز آموزشی و تحصیلی، در سال ۱۳۷۸ شمسی تأسیس شد. احساس نیاز مبرم سازمان‌های مختلف کشور به افرادی که علاوه بر دانش کاربردی خود در رشته‌های فنی و مهندسی، نیاز به فراگیری دانش مدیریت دارند و جای خالی آن که توسط مدیران رده بالا و رده‌های میانی حس می‌شد، انگیزه اصلی برای ایجاد رشتۀ MBA در این دانشگاه گردید. از طرف دیگر، پیچیدگی زیاد مسائل اقتصادی کشور و ضرورت استفاده از دانش روز اقتصاد در سیاستگذاری و ترسیم چشم‌اندازهای آتی، موجب راه‌اندازی رشتۀ علوم اقتصادی و مهندسی سیستم‌های اقتصادی اجتماعی در گرایش اقتصاد در این دانشکده شد.
این دانشکده اولین دانشکده در ایران بود که دورهٔ MBA را برگزار کرد. بیش از ۷۰ درصد دانشجویان و استادان این دانشکده در رشته‌های مرتبط با علوم فنی و مهندسی فارغ‌التحصیل شده‌اند. اکثر استادان این دانشکده مدرک دکتری خود را در رشته‌های مرتبط با علوم مدیریت و اقتصاد از دانشگاه‌های تراز اول آمریکا، کانادا و اروپا دریافت کرده‌اند.
این دانشکده تنها دانشکدهٔ مدیریتی در ایران است که تمام محتوای آموزشی دروس دوره‌های خود را بر روی اینترنت در دسترس عموم قرار داده است.

## تاریخچه
همزمان با سال‌های آغازین فعالیت این دانشکده، اقبال دانشجویان برای انتخاب رشته و تحصیل در آن نیز بیشتر می‌شد. به‌طوری‌که هر سال تعداد بیشتری از دانشجویان، خصوصاً دانشجوهای رشته‌های فنی و مهندسی، به سمت شرکت در کنکور این رشته‌ها که پیش از این با اقبال زیادی از سوی این گروه از دانشجویان مواجه نبود، جذب می‌شدند. این موضوع ادامه یافت تا اینکه در سال‌های اخیر، به عنوان مثال پذیرش در رشتۀ MBA در مقایسه با بسیاری از رشته‌های فنی و مهندسی در آزمون کارشناسی ارشد، با رقابت بیشتری مواجه بود و افراد بیشتری خواهان پذیرش در آن می‌شدند. موضوعی که بازخورد مثبت فعالیت آموزشی این دانشکده در بین دانشجوها و علاقه‌مند شدن طیف وسیعی از افراد به مباحث مدیریتی و اقتصادی را نشان می‌داد. شاید بتوان دلیل این اقبال بیشتر را در این موضوع یافت که در این دانشکده، هم به لحاظ شیوه تدریس و هم به لحاظ محتوای آموزشی، توجه ویژه‌ای به معیارهای رایج در مراکز آموزشی تراز اول دنیا در این رشته‌ها شده است. گواه این مطلب نیز می‌تواند این باشد که با اینکه هنوز در مقایسه با دانشکده‌های داخل و خارج، مدت زمان زیادی از تأسیس این دانشکده نمی‌گذرد، نام این دانشکده در بین مراکز آموزشی جهان به نسبت شناخته‌شده است و فارغ‌التحصیلان این دانشکده در صورت تمایل به ادامه تحصیل در خارج از کشور، با پیشنهادهای خوبی از بهترین دانشگاه‌ها و مراکز آموزشی جهانی برای ادامه تحصیل مواجه می‌شوند. برخی از فارغ‌التحصیلان این دانشکده از سوی دانشکده‌های اقتصاد برتر جهان مثل دانشکدهٔ اقتصاد شیکاگو یا مدرسه اقتصادی لندن یا دانشگاه‌های هاروارد و MIT که در فهرست‌های جهانی به عنوان بهترین دانشکده‌های اقتصاد جهان رده‌بندی می‌شوند، پذیرش گرفته و جزو بهترین فارغ‌التحصیلان آن‌ها بوده‌اند. موضوعی که نشان‌دهنده کیفیت قابل قبول آموزش در این نهاد آموزشی است. علاوه بر این، در سازمان‌ها و نهادهای داخلی نیز تمایل زیادی به جذب دانش‌آموختگان این رشته‌ها به وجود آمده است، به‌طوری‌که در سال‌های اخیر، معمولاً دانشجویان این دانشکده در حین تحصیل نیز با پیشنهادهای مناسبی از سوی بازار کار مواجه می‌شوند.

اینفوگرافیک دانشکدهٔ مدیریت و اقتصاد دانشگاه صنعتی شریف (برای دیدن اندازه بزرگتر کلیک کنید)

### برخی از تحقیقات و اقدامات پژوهشی انجام شده در دانشکده
طرح‌های پژوهشی قابل توجهی در دانشکدهٔ مدیریت و اقتصاد دانشگاه صنعتی شریف دیده می‌شود که در ابعاد ملی صورت گرفته و حل برخی از مهم‌ترین چالش‌های سیاستگذاری کشور را نشانه گرفته است. به عنوان مثال برای بیان طرح‌های پژوهشی و مشاوره‌ای که توسط این دانشکده انجام شده، می‌توان به مواردی مثل «طرح استراتژی توسعه صنعتی کشور» به سفارش وزارت صنایع و معادن، «چارچوب فعالیت‌های اصلاح نظام بودجه‌ریزی کشور» به سفارش «سازمان مدیریت و برنامه‌ریزی»، «ارزیابی یارانه‌های مالی زمین و مسکن» به سفارش «وزارت مسکن و شهرسازی» و «شناخت و بررسی اقتصادی، مالی، بازار و سرمایه‌گذاری در بخش ICT کشور» به سفارش «مرکز تحقیقات مخابرات» اشاره کرد. بسیاری از رساله‌های انجام شده در رشتۀ مدیریت در دانشکدهٔ مدیریت و اقتصاد نیز با محوریت موضوعات ملی انجام شده است که از فهرست طولانی این تحقیقات، می‌توان به مواردی مثل «چالش‌های مدیریتی پیاده‌سازی دولت الکترونیکی در ایران»، «دینامیک‌های رشد جمعیت در کلانشهرها: نمونه موردی تهران»، «انتخاب مدلی مناسب برای برنامه‌ریزی استراتژیک دانشگاه‌ها» و «بررسی عوامل کلیدی اثرگذار بر ارزش‌گذاری منازل مسکونی در ایران» اشاره کرد.

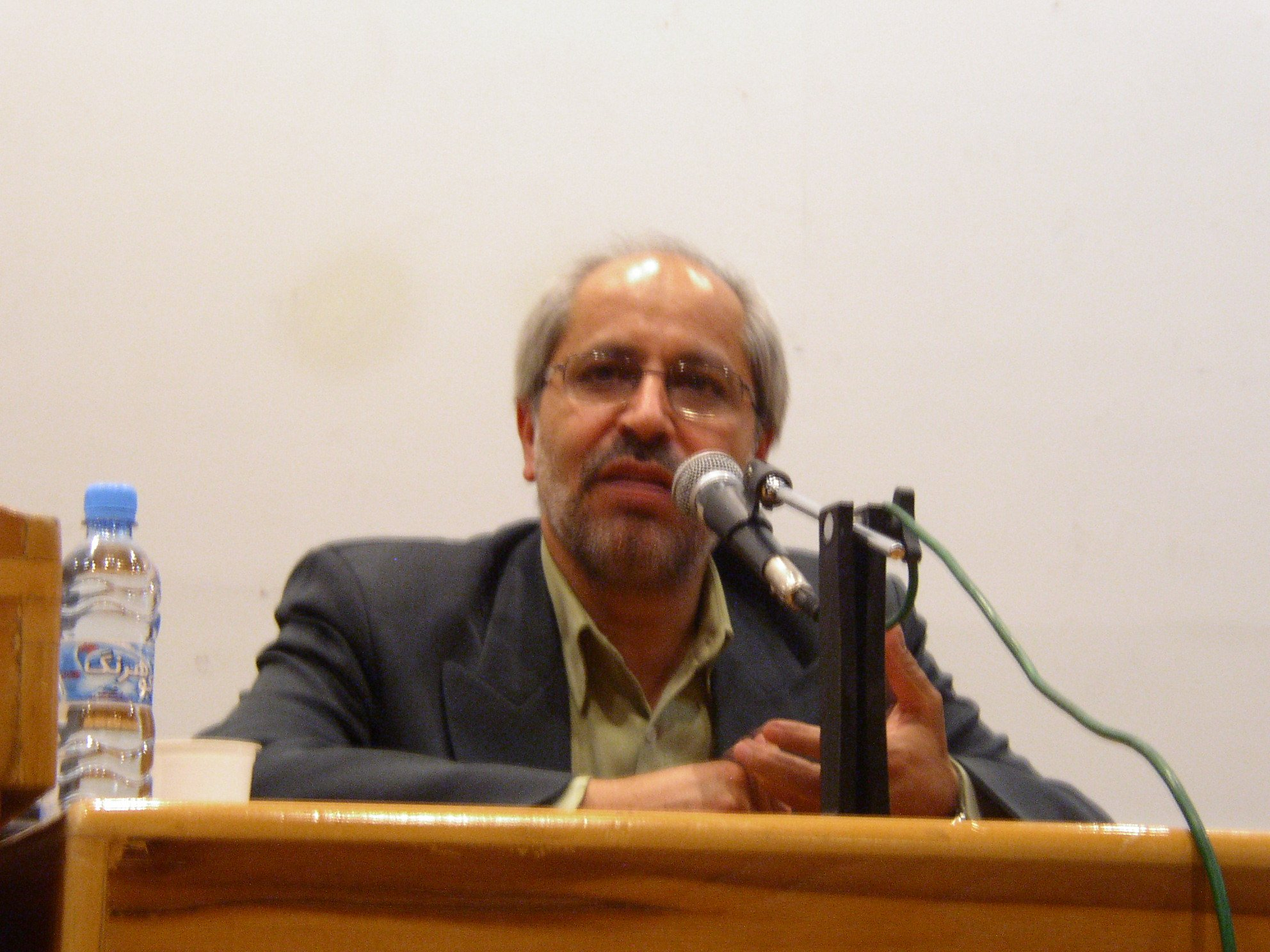
مسعود نیلی مشاور اقتصادی رئیس‌جمهور

### موضوع تعطیلی دانشکده
با وجود رشد قابل توجه و چشمگیر دانشکدهٔ مدیریت و اقتصاد در شرایطی که هر سال دانشکده‌های متعددی در کشور تأسیس می‌شوند و حتی با توجه به ضعف بنیهٔ علمی و پژوهشی، به جذب دانشجو در سطوح بالای تحصیلات تکمیلی اقدام می‌کنند، اعلام ظرفیت صفر برای پذیرش در مقطع ارشد و دکترا برای دانشکدهٔ مدیریت و اقتصاد شریف در اردیبهشت سال ۹۲ با سوالات زیادی مواجه شد. استدلالی که موافقان این موضوع برای تأیید اقدام وزارت علوم می‌آوردند، موضوعاتی از این قبیل است که در یک دانشگاه صنعتی نباید دانشکده‌ای با محوریت علوم انسانی باشد یا اینکه آموزش مباحث درسی در این دانشکده به صورت تک‌بعدی است. حال آنکه در صورتی که وضعیت دانشکده‌های ۳۰ دانشگاه برتر مهندسی دنیا در رده‌بندی‌های بین‌المللی مورد توجه قرار بگیرد، ملاحظه می‌شود که به جز یک مورد (دانشگاه CalTech که دانشگاه خاصی است) بقیهٔ موارد همگی دانشکده‌های علوم انسانی دارند. علاوه بر این دانشگاه‌های فنی داخل مانند امیرکبیر یا خواجه نصیر نیز به جذب دانشجو در رشته‌های مدیریت اقدام می‌کنند یا دانشگاه شریف نیز مدت‌هاست که در رشتهٔ فلسفهٔ علم دانشجو می‌گیرد. علاوه بر این، در قوانین آموزش عالی کشور نیز موردی مبنی بر ممنوعیت وجود دانشکده‌های علوم انسانی در دانشگاه‌های فنی وجود ندارد. علاوه بر این، برای اثبات ایرادی مبهم و کلی مثل «تک‌بعدی بودن آموزش» استدلالی ذکر نشده بود که فقط در صورتی که استقبال خوب بازار کار داخل از فارغ‌التحصیلان و هم‌ترازی با برخی از بهترین دانشگاه‌های دنیا معیاری برای کیفیت یک نهاد آموزشی در نظر گرفته نشود، می‌توان به چنین توجیه‌های دور از ذهنی پناه آورد.
همچنین عده‌ای موضوع صفر کردن کردن ظرفیت دانشکدهٔ مدیریت و اقتصاد را با مصاحبه دکتر مسعود نیلی، رئیس وقت دانشکده، که در فروردین همان سال در تلویزیون صدا و سیما و برنامه پایش که در آن به انتقاد از سیاست‌های اقتصادی دولت دهم پرداخته بود، مرتبط می‌دانند. در تاریخ ۷ اردیبهشت ۱۳۹۲ تعداد ۲۳۱ استادان و فعال دانشگاهی با صدور بیانیه‌ای از تعطیلی دانشکدهٔ مدیریت و اقتصاد دانشگاه صنعتی شریف گله و دلایلی در خصوص لزوم ادامه فعالیت این دانشکده مطرح کردند. در تاریخ ۱۷ اردیبهشت ۱۳۹۲ با وجود کش و قوس‌های فراوان رئیس دانشگاه صنعتی شریف از اختصاص ظرفیت به دانشکدهٔ مدیریت و اقتصاد این دانشگاه خبر داد و گفت: «امسال تعداد ۳۰ نفر در رشتۀ مدیریت و ۷ نفر هم در رشتۀ اقتصاد پذیرش می‌شوند.» دکتر رضا روستا آزاد دربارهٔ آخرین تصمیم‌گیری در مورد دانشکدهٔ مدیریت و اقتصاد دانشگاه صنعتی شریف گفت: «در جلسه‌ای که با حضور وزیر علوم و معاون آموزشی وزارت علوم برگزار شد، مقرر شد ظرفیتی به دانشکدهٔ مدیریت و اقتصاد دانشگاه اختصاص دهند تا این دانشکده فعالیت خود را آغاز کند.» وی دربارهٔ ایراداتی که در مورد تک بعدی بودن علوم انسانی در این دانشکده مطرح شده بود، گفت: «در این مورد نامه‌ای به شواری عالی انقلاب فرهنگی نوشته و در آن نامه درخواست کردم تا کمیته صالحه‌ای ایجاد شده و در این زمینه تصمیم‌گیری و نظر خود را ارائه کند.» همچنین دکتر ابوالفضل حسنی مدیرکل دفتر گسترش آموزش عالی هم عنوان کرد دانشکده اقتصاد و مدیریت دانشگاه شریف تنها یک دوره می‌تواند دانشجو پذیرش کند و ادامه فعالیت آن باید بررسی شود. در تاریخ ۱۹ اردیبهشت ۱۳۹۲ دکتر کامران دانشجو وزیر علوم دولت دهم اعلام کرد: با توجه به ابلاغیه جدید، ظرفیت دانشکدهٔ مدیریت دانشگاه شریف بر اساس شاخص‌های مورد نظر مشخص و به سازمان سنجش اعلام شده است به‌طوری‌که ظرفیت در رشتۀ MBA مقطع کارشناسی ارشد به میزان ۳۰ نفر و در رشتۀ علوم اقتصادی به میزان ۷ نفر است. دانشجو با اشاره به شایعات مطرح شده از سوی رسانه‌ها مبنی بر عملکرد وزارت علوم در رابطه با دانشکدهٔ مدیریت دانشگاه صنعتی شریف، تصریح کرد: در رابطه با دانشکدهٔ مدیریت دانشگاه صنعتی شریف، وزارت علوم هیچ نقشه‌ای نداشته است، در صورتی که عنوان شده بود به دلیل مصاحبه یکی از استادان این دانشکده که سیاست‌های اقتصادی کشور را زیر سؤال برده است، ظرفیت دانشگاه به صفر رسیده است که این مسائل و شایعات فضاسازی‌های کذب بوده و البته از برخی از رسانه‌ها هم جز این انتظار نمی‌رود. در تاریخ ۲۰ اردیبهشت ۱۳۹۲ ۵۵ اقتصاددان و استاد دانشگاه طی نامه‌ای به دکتر روستا آزاد مخالفت خود را با انحلال دانشکدهٔ مدیریت و اقتصاد شریف اعلام کردند. در تاریخ ۲۱ اردیبهشت ۱۳۹۲ دکتر محمدرضا عارف عضو شورای عالی انقلاب فرهنگی نسبت به تصمیم وزارت علوم در صفر کردن ظرفیت دانشکدهٔ مدیریت و اقتصاد دانشگاه صنعتی شریف انتقاد شدید کرد. در تاریخ ۱۳ اسفند ۱۳۹۲ بیژن زنگنه وزیر نفت طی سخنانی در پنجمین همایش ملی مهندسی ایمنی و مدیریت HSE که در سالن جابربن حیان دانشگاه صنعتی شریف برگزار شد، گفت «تعطیلی دانشکدهٔ مدیریت و اقتصاد دانشگاه شریف، اقدامی خطرناک و انتقام جویانه بود». زنگنه با تأکید بر نیاز این صنعت به سه دانشکده دانشگاه صنعتی شریف در حوزهٔ مهندسی شیمی نفت، انرژی و اقتصاد مدیریتی ابراز امیدواری کرد که موضوع تعطیل شدن دانشکدهٔ مدیریت شریف دیگر مطرح نشود چرا که این اقدام کار خطرناک و انتقام‌جویانه‌ای بود و در این حوزه باید تلاش کنیم بهترین مدیران را تربیت کرده و بهترین فارغ‌التحصیلان خود را جذب کنیم در غیر این صورت داستان اقتصاد ما همین‌طور باقی می‌ماند. زنگنه با بیان این که در کشور ما مهندس زیاد تربیت می‌شود، متذکر شد: ما برای اداره مملکت فراتر از مهندس نیاز داریم. عمده مهندسان ما در حال حاضر کار مدیریتی می‌کنند و ما باید بتوانیم مدیران متخصص در این حوزه تربیت کنیم.

## استادان برجسته و سرشناس
- علینقی مشایخی - مؤسس دانشکدهٔ مدیریت و اقتصاد دانشگاه صنعتی شریف و عضو هیئت مدیره شرکت کیسون[۱۹]

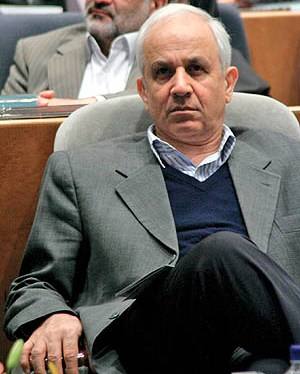
علینقی مشایخی بنیانگذار دانشکدهٔ مدیریت و اقتصاد دانشگاه صنعتی شریف

- مسعود نیلی - مشاور اقتصادی ریاست جمهوری و رئیس مؤسسهٔ عالی آموزش و پژوهش مدیریت و برنامه‌ریزی[۲۰][۲۱][۲۲]
- حسین عبده تبریزی - بنیان‌گذار بانک اقتصاد نوین، دبیرکل سابق بورس اوراق بهادار و مشاور مدیریت و تأمین مالی وزیر راه و شهرسازی[۲۳]
- موسی غنی‌نژاد - اقتصاددان مشهور و سرشناس ایران، سردبیر روزنامهٔ دنیای اقتصاد[۲۴]
- سید علی مدنی‌زاده - اقتصاددان جوان و عضو هیئت علمی و مدیر فعلی این دانشکده که در مدت زمان کوتاهی کلاس‌های اقتصاد کلان وی در مقاطع کارشناسی ارشد و دکتری طرفداران زیادی میان دانشجوها پیدا کرد.
- سید علیرضا فیض بخش بازرگانی - استاد برجستهٔ کارآفرینی، بنیان‌گذار و رئیس دفتر خلاقیت و گسترش کارآفرینی شریف

## دانش‌آموختگان

### جذب فارغ‌التحصیلان در بازار داخل
در فهرست سازمان‌هایی که دانش‌آموختگان دانشکدهٔ مدیریت و اقتصاد شریف در آن‌ها مشغول به کار شده‌اند، طیف متنوعی از نهادهای دولتی و خصوصی دیده می‌شود. در این فهرست علاوه بر اینکه نام سازمان‌ها و شرکت‌های اقتصادی و خصوصی بزرگ و کوچک مثل شرکت‌های خودروسازی، نفتی، مخابراتی و دیگر سازمان‌های اثرگذار بر فضای کسب‌وکار ایران دیده می‌شود، نهادهایی همچون وزارت خارجه، وزارت کشور یا سازمان‌هایی مثل سازمان انرژی اتمی و سازمان گسترش و نوسازی صنایع ایران نیز حضور دارند.

### وضعیت اقامتی فارغ‌التحصیلان در ایران
گزارشی که بر اساس وضعیت فعلی ۲۳۸ نفر از دانش‌آموختگان این دانشکده تهیه شده، نشان می‌دهد اکثر دانش‌آموخته‌ها ایران هستند و درصد بالایی از آن‌ها در داخل کشور مشغول کارند. بدین ترتیب از مجموع فارغ‌التحصیلان دانشکده که به پرسشنامه بررسی وضعیت فعلی خود پاسخ داده‌اند، ۷۲ درصد آن‌ها در داخل کشور و ۲۸ درصد آن‌ها در خارج از کشور مشغول زندگی بوده‌اند؛ که در مقایسه با وضعیت فعلی دانش‌آموختگان مهندسی دانشکده‌های دانشگاهی مانند شریف، نسبت پایینی است و تفاوت قابل ملاحظه‌ای دارد. در خصوص آن بخش از این گروه نیز که وارد بازار کار شده‌اند، این آمار نشان می‌دهد محل کار و اقامت ۹۲ درصد از این گروه در داخل کشور بوده است. هر چند کاملاً مشخص نیست در صورتی که فارغ‌التحصیلان رشته‌های دانشگاهی کشور به بهترین دانشگاه‌های دنیا بروند و از امکانات پژوهشی آن‌ها استفاده کنند یا جذب سازمان‌های بزرگ و برتر بین‌المللی شوند، چه زیانی می‌تواند به کشور از این ناحیه وارد شود. چرا که اغلب این افراد پس از تحصیل خود با کشور در ارتباط بوده و نیز از خانواده خود حمایت مالی می‌کنند که حتی از جنبه ارزآوری نیز در شرایط فعلی می‌تواند موضوع قابل توجهی باشد. در صورتی نیز که امکان اشتغال و بستر حضور این افراد در داخل فراهم شود، بسیاری از آن‌ها حضور در کشور را به اقامت در کشورهای دیگر ترجیح می‌دهند.

### آمار دانش‌آموختگان

اینفوگرافیک دانشکدهٔ مدیریت و اقتصاد دانشگاه صنعتی شریف (برای دیدن عکس در اندازه بزرگتر کلیک کنید)

- پذیرفته‌شدگان از نظر رشتۀ مقطع کارشناسی: ۲۸٪ مهندسی برق، ۲۰٪ مهندسی صنایع، ۱۹٪ مهندسی مکانیک، ۱۷٪ مهندسی عمران، ۸٪ مهندسی کامپیوتر و ۱۰٪ سایر رشته‌ها.
- پذیرفته‌شدگان از نظر دانشگاه مقطع کارشناسی: ۵۳٪ دانشگاه صنعتی شریف، ۱۱٪ دانشگاه تهران، ۱۰٪ دانشگاه امیرکبیر، ۶٪ دانشگاه علم و صنعت، ۳٪ دانشگاه خواجه نصیر، ۲٪ دانشگاه آزاد و ۱۵٪ سایر دانشگاه‌ها.
- موقعیت فعلی دانش‌آموختگان: ۶۷٪ فارغ‌التحصیلان دانشکده مشغول به کار، ۲۹٪ دانشجو یا فارغ‌التحصیل مقطع دکتری، ۴٪ فارغ‌التحصیلان مقطع کارشناسی ارشد (بجز مدرک کارشناسی ارشد اخذ شده از دانشکدهٔ مدیریت و اقتصاد) و حدود ۱٪ در جست و جوی کار می‌باشند.
- محل اقامت فعلی دانش‌آموختگان: ۷۲٪ ایران و ۲۸٪ خارج از ایران
- کشور محل کار کل دانش‌آموختگان دانشکده: ۹۲٪ ایران، ۴٪ آمریکا و اروپا و ۴٪ آسیا استرالیا و آفریقا
- محل ادامه تحصیل دانش‌آموختگان دانشکده در مقطع دکتری: ۳۳٪ ایران، ۲۹٪ اروپا، ۳۸٪ آمریکا و کانادا[۲۸][۲۹]
- تعداد پذیرفته شدگان کارشناسی ارشد دانشکده در سه سال اخیر:

سال ۱۳۹۳: ۸۰ نفر (۲۶ نفر استعداد درخشان + ۵۴ نفر کنکور)
سال ۱۳۹۲: ۵۷ نفر (۲۰ نفر استعداد درخشان + ۳۷ نفر کنکور)
سال ۱۳۹۱: ۹۵ نفر (۲۷ نفر استعداد درخشان + ۶۸ نفر کنکور)

### استادان هیئت علمی
گروه اقتصاد:
- علی ابراهیم‌نژاد دکتری اقتصاد از دانشگاه شیکاگو، آمریکا
- محمد وصال دکتری اقتصاد از مدرسه اقتصاد لندن، انگلستان
- علی ابراهیم‌نژاد دکتری مالی از دانشگاه بوستون کالج، آمریکا
- سید فرشاد فاطمی اردستانی دکتری اقتصاد از دانشگاه کالج لندن، انگلستان

گروه مدیریت:
- سید بابک علوی دکتری علوم تربیتی گرایش اثر بخشی تیمی از دانشگاه نیوسات ولز، استرالیا
- مهران سپهری دکتری مهندسی صنایع و مدیریت مهندسی از دانشگاه استنفورد، آمریکا
- عطیه سادات میرفخار دکتری مدیریت منابع انسانی از دانشگاه اِساده (ESADE)، اسپانیا
- منوچهر نجمی دکتری مهندسی صنایع از دانشگاه لیورپول، انگلستان
- اصغر زرکوهی دکتری اقتصاد از دانشگاه ویرجینیا تک، آمریکا
- فرشاد حق پناه دکتری مدیریت کسب‌وکار از دانشگاه کالیفرنیا برکلی، آمریکا
- میثاق تصوری دکتری کسب‌وکار از دانشگاه منچستر، انگلستان
- مرضیه ثقفیان دکتری مطالعات سازمان از دانشگاه یورک، کانادا
- محمدمهدی جهانبخت دکتری مهندسی سیاستگذاری عمومی از دانشگاه کارنگی ملون، آمریکا
- مسعود طالبیان دکتری مهندسی مالی و تحقیق در عملیات از دانشگاه کلمبیا، آمریکا

### دانش‌آموختگان شاخص
- محمدرضا شعبانعلی فعال حوزه‌های رسانه‌های جمعی و استاد اصول و فنون مذاکره[۳۵]
- حامد قدوسی استاد اقتصاد مالی مؤسسه فناوری استیونز[۳۶]
- مجتبی لشکربلوکی مشاور وزیر اقتصاد در حوزهٔ مدیریت راهبردی[۳۷]
- هادی کوزه‌چی مشاور سرمایه‌گذاری و تحلیلگر بازار مسکن[۳۸]
- محمد وصال استاد کنونی دانشکده اقتصاد شریف دانش‌آموخته LSE[۳۹]
- مسعود شادنام استاد دپارتمان مدیریت و استراتژی دانشگاه روئن نیوجرسی بود که به تازگی به عنوان هیئت علمی گروه مدیریت دانشکده شروع به کار کرده است[۳۹]
- علیرضا عبدالله‌زاده اقتصاددان بانک جهانی در کشور نایروبی در آفریقا[۳۹]

## همکاری‌های دانشکده با سازمان‌های دولتی و خصوصی

### آموزش‌های آزاد و برگزاری دوره‌های کوتاه مدت منحصر به فرد
دانشکدهٔ مدیریت و اقتصاد دانشگاه صنعتی شریف بر پایه تجربه عمیق و طولانی مدت خود در طراحی و ارائه موفق دوره MBA به عنوان یک رشتۀ دانشگاهی و با رویکرد جدید به ارتباط عمیق‌تر با صنعت کشور و مدیران، دوره‌های کاربردی کوتاه مدت MBA (یکساله) را برای مدیران شرکت‌های بزرگ و متوسط از سال ۸۹ طراحی و به اجرا درآورده است.

#### برگزاری دوره‌های آموزش آنلاین MBA
از سال ۹۶ با احداث استودیوی تولید محتوا به همت مرکز آموزش‌های الکترونیکی دانشگاه صنعتی شریف امکان برگزاری کلاس آنلاین نیز برای دوره‌های MBA (یکساله) نیز فراهم گردیده است. تولید ویدئوی آموزشی از دروس MBA در استودیوی تولید محتوا و ارائه آن در LMS آموزشی سازمان‌ها نیز از دیگر خدمات آموزش آنلاین این دانشکده است. به شرکت کنندگان این دوره‌ها نیز مدرک معتبر آموزش‌های تخصصی (آزاد) دانشگاه صنعتی شریف اعطا می‌گردد.
مخاطبان این دوره‌ها را مدیران عامل، اعضای هیئت مدیره، معاونین و مدیران ارشد و کارشناسان ارشد سازمان‌های خدماتی، تولیدی از حوزه‌های مختلف اقتصادی فعال در بخش‌های خصوصی، تعاونی و دولتی در زمینه‌های گوناگون تشکیل می‌دهند که آن‌ها را با مفاهیم نوین مدیریتی در حوزه‌های تخصصی مختلف آشنا ساخته و توانایی تدوین برنامه برای کسب موفقیت در فضای رقابتی را برای آن‌ها ایجاد نماید. این دوره‌ها ضمن دربرداشتن دروس ضروری دورهٔ MBA، در مدت یک سال دانش لازم برای مدیریت کارآمد در حوزه‌های مختلف را به مدیران منتقل می‌نماید. دوره‌های کاربردی کوتاه مدت با گرایش عمومی و بعضاً با گرایش‌های خاص مانند مدیریت بازار، فناوری، تولید و زنجیره تأمین و … بسته با نیاز ذی‌نفعان دوره قابل طرح و اجرا هستند. استادان این دوره‌ها را ترکیبی از بهترین استادان مجرب مدیریت دانشگاه‌های معتبر و صاحب نام کشور، که در حوزه‌های متعدد صنعت نیز فعال می‌باشند تشکیل می‌دهند.